# Beizhang (köpinghuvudort i Kina, Zhejiang Sheng, lat 29,59, long 121,04)
Beizhang (kinesiska: 北漳, 北漳镇) är en köpinghuvudort i Kina. Den ligger i provinsen Zhejiang, i den östra delen av landet, omkring 110 kilometer sydost om provinshuvudstaden Hangzhou. Antalet invånare är 11 586. Befolkningen består av 5 459 kvinnor och 6 127 män. Barn under 15 år utgör 11,0 %, vuxna 15-64 år 70 %, och äldre över 65 år 17,0 %.
Runt Beizhang är det tätbefolkat, med 343 invånare per kvadratkilometer. Närmaste större samhälle är Huangze, 11,3 km väster om Beizhang. Trakten runt Beizhang består till största delen av jordbruksmark.
Genomsnittlig årsnederbörd är 1 996 millimeter. Den regnigaste månaden är juni, med i genomsnitt 338 mm nederbörd, och den torraste är januari, med 70 mm nederbörd.